# Cyrtandra chrysalabastrum
Cyrtandra chrysalabastrum är en tvåhjärtbladig växtart som beskrevs av Karl Moritz Schumann. Cyrtandra chrysalabastrum ingår i släktet Cyrtandra och familjen Gesneriaceae. Inga underarter finns listade i Catalogue of Life.